# Olpe (Hundem)
Die Olpe, im Oberlauf Rahrbach genannt, ist der wasserreichste linke Nebenfluss der Hundem, eines linken Nebenflusses der Lenne. Die Olpe ist 15,4 km lang und verläuft vollständig in der Gemeinde Kirchhundem im nordrhein-westfälischen Kreis Olpe, am Nordwestrand des Rothaargebirges.

## Name
Der Name tritt erstmals als Ortsname im Jahr 1314 (Olepe) urkundlich in Erscheinung. Der wahrscheinlich ursprüngliche Name *Alapa setzte sich zusammen aus der germanischen Silbe *al- mit der Bedeutung 'anschwellend, überflutend' und der Endung -apa. Das Bestimmungswort des Namens des Oberlaufs Rahrbach ist mittelniederdeutsch rōr „Rohr, Schilf“.

## Geographie

### Verlauf
Nach einem ganz kurzen Quellverlauf in Richtung Süden folgt die Olpe der B 517 in Richtung Nordosten über Kruberg, Rahrbach, Welschen Ennest, Benolpe und Hofolpe, um schließlich im Nordwesten des Kernortes von Kirchhundem von links in die Hundem zu münden.

### Naturräumliche Bedeutung
Ab dem Ort Welschen-Ennest stellt die Olpe eine natürliche Nordwest-Begrenzung des Rothaargebirges dar, in die diverse rechte Nebenflüsse münden. Unter ihnen ist der zwischen Benolpe und Hofolpe mündende Silberbach (9,8 km; 18,094 km²) der mit Abstand längste und wasserreichste.

### Zuflüsse
Der Olpe fließen zu:
- Seltermecke, linksseitig, 1,11 km Länge
- Im Hölzchen, rechtsseitig, 1,186 km Länge
- Elzmicke, linksseitig, 2,143 km Länge
  - Rahrbrucher Siepen, linksseitig 2,367 km Länge
- N.N., linksseitig, 1,601 km Länge
- N.N., linksseitig, 1,377 km Länge
- Quermke, linksseitig, 2,975 km Länge
- N.N., rechtsseitig, 1,412 km Länge
- Kammer, linksseitig, 1,918 km Länge
  - Mirmkesiepen, rechtsseitig, 1,032 km Länge
- Silberbach, rechtsseitig, 9,801 km Länge
  - Elbersiepen, rechtsseitig, 1,885 km Länge
  - Brucherbach, rechtsseitig, 1,193 km Länge
  - Schladesiepen, linksseitig, 1,891 km Länge
    - Heimkehrsiepen, linksseitig, 1,597 km Länge

  - Arenssiepen, linksseitig, 1,317 km Länge
- N.N., rechtsseitig, 1,259 km Länge
  - N.N., linksseitig, 1,541 km Länge

## Verkehr
Zwischen Welschen Ennest und der Mündung sind Bundesstraße 517 und Bahnlinie im Tal der Olpe gebündelt.